# ФК Егнатија
Фудбалски клуб Егнатија Рогожина (алб. Klubi i Futbollit Egnatia Rrogozhinë) албански је фудбалски клуб из Рогожине. Игра у Суперлиги Албаније.